# Tilla Weinstein
Pour les articles homonymes, voir Weinstein.
Tilla Weinstein, née Savanuck (1934 - 21 janvier 2002), est une mathématicienne américaine, spécialisée en géométrie différentielle, connue pour son engagement dans la promotion des jeunes femmes en mathématiques.

## Jeunesse et formation
Tilla Savanuck naît en 1934, d'un père avocat new-yorkais d'origine russe et d'une mère secrétaire juridique. En 1951, elle part étudier l'anglais à l'université du Michigan pour échapper au mariage difficile de ses parents. Elle suit également les cours de mathématiques de Hans Samelson et de Raymond Louis Wilder.
À la fin de la deuxième année, en 1953, elle se marie, devient Tilla Klotz et retourne à New-York. Elle entre alors à l'université de New York dans le cursus mathématique, où elle est la seule femme. Jean van Heijenoort, un de ses professeurs, remarque son potentiel. Il la pousse à participer avec l'équipe de l'université au concours William Lowell Putnam Mathematical Competition et à suivre les cours d'analyse complexe de Lipman Bers. Ce dernier la soutient, contre l'avis du doyen de l'université, lorsqu'elle poursuit ses études alors qu'elle est enceinte. Elle obtient son doctorat en 1959 ; sa thèse On G. Bol's Proof of Caratheodory's Conjecture est supervisée par Bers.

## Carrière
Avec l'aide de Bers, Weinstein est recrutée à l'université de Californie à Los Angeles. Elle est titularisée en 1966, la première femme à y obtenir un poste dans le département de mathématiques. Après avoir eu deux garçons, elle divorce et se remarie en 1968 avec John Milnor, professeur et récemment divorcé également. Elle doit démissionner de son poste durement gagné pour le suivre dans son déménagement à l'Est des États-Unis. Elle occupe alors une succession de postes temporaires, notamment au Boston College en 1969. Quand son mari est recruté à Princeton, elle décide de trouver un emploi stable dans le secteur. En 1970, elle est engagée comme responsable du département de mathématiques du Douglass College, l'annexe féminine de l'université Rutgers. Elle s'engage dans le mentorat et la promotion des jeunes femmes en mathématiques.
Ses domaines de recherches évoluent au cours de sa carrière. Elle commence par s'intéresser aux surfaces de Riemann et aux cartes quasi-conformes puis s'oriente plus tard aux surfaces de Lorentz sur lesquelles elle publie un ouvrage en 1996,.
Pendant sa carrière, elle est professeur invitée à la NYU, au MIT, à l'Institute for Advanced Study de Princeton, à l'University of Maryland, au CUNY Graduate Center et au Mathematical Sciences Research Institute de Berkeley. Elle est membre de l'Association for Women in Mathematics, de la Mathematical Association of America et de l'American Mathematical Society.
En 1992, elle épouse Kive Weinstein. Elle prend sa retraite en 2000 et meurt le 21 janvier 2002 d'une hémorragie cérébrale à Reno au Nevada.
Le prix Tilla Weinstein est décerné par le département de mathématiques de Rutgers en son honneur.

## Publications
Wenstein publie durant sa carrière 46 articles de recherches, livres ou conférences sous ses trois noms de femme mariée : Till Klotz, Tilla K. Minor et Tilla Weinstein, dont :  
- Klotz, Tilla; Sario, Leo (1965), Existence of complete minimal surfaces of arbitrary connectivity and genus, Proceedings of the National Academy of Sciences, 54(1): 42–44[11]
- Milnor, Tilla Klotz (1972), Efimov's theorem about complete immersed surfaces of negative curvature, Advances in Mathematics, 8 (3): 474–543
- Milnor, Tilla Klotz (1982), Characterizing harmonic immersions of surfaces with indefinite metric, Proceedings of the National Academy of Sciences, 79 (6): 2143–2144[12]
- Milnor, Tilla Klotz (1983), Harmonic maps and classical surface theory in Minkowski 3-space, Transactions of the American Mathematical Society, 280 (1): 161–185
- Weinstein, Tilla (1996), An introduction to Lorentz surfaces, Berlin: De Gruyter